# Tiffany Porter
Tiffany Adaez Porter (* 13. November 1987 in Ypsilanti, Michigan als Tiffany Ofili) ist eine britische Hürdenläuferin US-amerikanischer Herkunft, die sich auf die 100-Meter-Distanz spezialisiert hat.

## Sportliche Laufbahn
Erste internationale Erfahrungen sammelte Tiffany Porter im Jahr 2006, als sie bei den Juniorenweltmeisterschaften in Peking für die Vereinigten Staaten in 13,37 s die Bronzemedaille gewann. Im Jahr darauf gewann sie dann bei den NACAC-Meisterschaften in San Salvador in 13,27 s die Silbermedaille hinter ihrer Landsfrau Candice Davis und 2008 siegte sie bei den U23-NACAC-Meisterschaften in Toluca de Lerdo in 12,82 s. 2009 bestritt sie erstmals Wettkämpfe in Europa und seit September 2010 startet sie für das Vereinigte Königreich. 2011 gewann sie sogleich bei den Halleneuropameisterschaften in Paris in 7,80 s die Silbermedaille über 60 m Hürden hinter der Deutschen Carolin Dietrich. Am 29. Mai 2011 verbesserte sie den 15 Jahre alten britischen Rekord von Angie Thorp um drei Hundertstelsekunden auf 12,77 s. Am 22. Juli gelang ihr mit 12,60 s ein weiterer nationaler Rekord und eine persönliche Bestzeit (die alte von 12,73 s hatte sie als US-Athletin aufgestellt). Bei den Weltmeisterschaften in Daegu wurde sie mit neuem Landesrekord von 12,56 s Vierte und verpasste mit der britischen 4-mal-100-Meter-Staffel mit 43,95 s den Finaleinzug. Im Jahr darauf gewann sie dann bei den Hallenweltmeisterschaften in Istanbul in 7,94 s die Silbermedaille hinter der Australierin Sally Pearson. Im August nahm sie erstmals an den Olympischen Spielen in London teil und schied dort mit 12,79 s im Halbfinale aus.
2013 siegte sie in der Superliga der Team-Europameisterschaft in Gateshead in 12,62 s und belegte mit der Staffel in 43,52 s den fünften Platz. Anschließend erreichte sie bei den Weltmeisterschaften in Moskau das Finale und gewann dort in 12,55 s die Bronzemedaille hinter der US-Amerikanerin Brianna McNeal und Pearson aus Australien. Sie blieb damit eine Hundertstelsekunde über dem britischen Rekord, den Jessica Ennis 2012 aufgestellt hatte. 2014 gewann sie bei den Hallenweltmeisterschaften in Sopot in 7,86 s die Bronzemedaille über 60 m Hürden hinter der US-Amerikanerin Nia Ali und Sally Pearson aus Australien. Anschließend gewann sie bei den Commonwealth Games in Glasgow in 12,80 s die Silbermedaille hinter der Australierin Sally Pearson und kurz darauf siegte sie bei den Europameisterschaften in Zürich 12,76 s. Daraufhin siegte sie beim ISTAF in Berlin in 12,64 s und wurde beim Continental-Cup in Marrakesch mit neuem britischen Rekord von 12,51 s Zweite hinter der US-Amerikanerin Dawn Harper-Nelson. 2015 wurde sie bei der Diamond League in Doha in 12,65 s Dritte und bei der Golden Gala in Rom in 12,69 s ebenfalls Dritte, ehe sie beim Adidas racers Grand Prix in New York nach 12,81 s auf Rang zwei einlief. Im August erreichte sie dann bei den Weltmeisterschaften in Peking das Finale und belegte dort in 12,68 s den fünften Platz. 2016 gewann sie bei den Hallenweltmeisterschaften in Portland in 7,90 s erneut die Bronzemedaille über 60 m Hürden, diesmal hinter den US-Amerikanerinnen Nia Ali und Brianna McNeal. Anfang Juli gewann sie dann auch bei den Europameisterschaften in Amsterdam in 12,76 s die Bronzemedaille hinter der Deutschen Cindy Roleder und Alina Talaj aus Weißrussland. Anschließend nahm sie erneut an den Olympischen Spielen in Rio de Janeiro teil und klassierte sich dort mit 12,76 s im Finale auf dem siebten Platz.
2017 schied sie bei den Weltmeisterschaften in London mit 13,18 s in der ersten Runde aus und im Jahr darauf belegte sie bei den Commonwealth Games im australischen Gold Coast in 13,12 s auf dem sechsten Platz. Nach eineinhalb Jahren Wettkampfpause startete sie 2020 wieder mit Wettkämpfen in den Vereinigten Staaten und 2021 gewann sie bei den Halleneuropameisterschaften in Toruń in 7,92 s die Bronzemedaille über 60 m Hürden hinter der Niederländerin Nadine Visser und ihrer Schwester Cindy Sember. Im August nahm sie zum dritten Mal an den Olympischen Sommerspielen in Tokio teil und schied dort mit 12,86 s im Semifinale aus.
In den Jahren von 2013 bis 2016 sowie 2021 wurde Porter britische Meisterin im 100-Meter-Hürdenlauf sowie 2016 auch Hallenmeisterin über 60 m Hürden.

## Persönliche Bestzeiten
- 100 m Hürden: 12,51 s (+0,7 m/s), 14. September 2014 in Marrakesch
  - 50 m Hürden (Halle): 6,83 s, 28. Januar 2012 in New York City (Britischer Rekord)
  - 60 m Hürden (Halle): 7,80 s, 4. März 2011 in Paris (Britischer Rekord)

## Persönliches
Die Tochter eines Nigerianers und einer Britin wuchs in den Vereinigten Staaten auf. Zunächst für die USA startend, wurde sie 2007 NACAC-Vizemeisterin. Während ihres Pharmazie-Studiums an der University of Michigan wurde sie dreimal in Folge (2007–2009) NCAA-Meisterin sowie 2008 und 2009 NCAA-Hallenmeisterin über 60 Meter Hürden. Tiffany Porter ist seit dem Mai 2011 mit dem US-amerikanischen Hürdenläufer Jeff Porter verheiratet. Ihre sieben Jahre jüngere Schwester Cindy Sember ist ebenfalls Weltklassehürdenläuferin.